# Trichomonas vaginalis
A Trichomonas vaginalis egy anaerob ostoros protozoon protiszta, a trichomoniázis nevű nemi betegség kórokozója és a leggyakoribb patogén protozoon a fejlett országokban. A WHO becslései szerint évente 180 millió ember fertőződik meg vele. Egyedül Észak-Amerikában kb. 5-8 millió új fertőzés fordul elő évente, melyeknek 50%-a is tünetmentes lehet.

## Kezelés
Metronidazolt vagy tinidazolt használnak a kialakult fertőzés kezelésére, melyet a szexuális partnernek is szednie kell.

## Ivaros szaporodás
A Giardia duodenalis meiózisspecifikus génjeinek homológjai ismertek a Trichomonas vaginalisban is. Mivel e két faj korán kialakult csoportokból származik, Malik et al. szerint e gének az eukarióták közös ősében is jelen lehettek.Ez alapján ez az eukarióta ős képes lehetett ivaros szaporodásra. Ezenkívül Dacks és Roger filogenetikai elemzés alapján feltételezték a fakultatív ivaros szaporodást az eukarióták közös ősében. Bernstein et al. is e nézetet alátámasztó bizonyítékot elemeztek.